# Adenosma inopinatum
Adenosma inopinatum là một loài thực vật có hoa trong họ Mã đề. Loài này được Prain mô tả khoa học đầu tiên năm 1903.